# Yoshiharu Habu
Yoshiharu Habu (jap. 羽生 善治, Habu Yoshiharu; * 27. September 1970 in Tokorozawa) ist ein professioneller japanischer Shōgispieler und -funktionär  sowie  Schach-FIDE-Meister.

## Biografie
Noch bevor er in den Kindergarten ging, zog er mit seinen Eltern nach Hachiōji. Shōgi lernte er in der Grundschule kennen, als Mitschüler ihm die ersten Grundkenntnisse beibrachten. Er war von dem Spiel so begeistert, dass seine Mutter ihn im Alter von sieben Jahren in einem Shōgiclub anmeldete; obwohl er sein erstes Turnier mit einem Sieg und zwei Niederlagen abschloss, wollte er mit Shōgi unbedingt weitermachen und machte rasch Fortschritte, sodass er bereits im Oktober 1981, im Alter von 11 Jahren, einen 5. Amateur-Dan erlangte.
Während seiner Grundschulzeit nahm Habu regelmäßig an regionalen und überregionalen Turnieren für Kinder teil. Bei diesen Turnieren spielte er gegen andere Kinder in seinem Alter, von denen einige mittlerweile ebenfalls professionelle Shōgispieler geworden sind. Unter diesen sind beispielsweise Toshiyuki Moriuchi, Yasumitsu Sato, Manabu Senzaki. Diese Spieler sind mittlerweile als die Generation Habu bekannt, nicht nur weil sie alle in demselben Jahr geboren wurden, sondern auch aufgrund ihrer herausragenden Erfolge als Spieler.

### Profispieler
Habu, der die gleiche Grundschule wie Toshiyuki Moriuchi besuchte, begann seine Karriere als professioneller Shōgispieler 1985. Bei der Japan Shōgi Association (JSA) hat er die Spielernummer 175. Sein Lehrer ist Tatsuya Futakami. Den 9. Profi-Dan erreichte er im Jahr 1994. Er gewann bis September 2017 99 Titel. Vom 14. Februar bis 30. Juli 1996 gewann er als bisher einziger Spieler alle sieben Grand-Slam-Titel (Ryu-oh, Meijin, Kisei, Oi, Oza, Kioh und Osho). Am 5. Dezember 2017 gewann er das Ryo-oh zum siebten Mal und errang damit den Ehrentitel des Ryo-oh-Titelhalters auf Lebenszeit als letzten der sieben Grand-Slam-Titel. Er ist damit auch die erste und einzige Person, der dies bisher gelang.
Am 16. Juni 2022 erzielte Habu bei den Kansai Shōgi Kaikan in Fukushima-ku, Osaka als erster Shōgispieler seinen 1.500 Sieg. 
2023 wurde er zum Präsidenten der Japan Shogi Association gewählt. 

#### Geschichte
Promotion
- 1982, 2. Dezember: 6-kyu
- 1983, 2. Februar: 5-Kyu (6 Siege, 3 Niederlagen)
- 1983, 28. März: 4-Kyu (6 Siege, keine Verluste)
- 1983, 11. Mai: 3-Kyu: (6 Siege, keine Verluste)
- 1983, 7. Juli: 2-Kyu: (6 Siege, keine Verluste)
- 1983, 24. August: 1-Kyu: (6 Siege, keine Verluste)
- 1984, 11. Januar: 1-Dan (12 Siege, 4 Niederlagen)
- 1984, 10. September: 2-Dan (14 Siege, 5 Niederlagen)
- 1985, 25. April: 3-Dan (12 Siege, 4 Niederlagen)
- 1985, 12. Dezember: 4-Dan (13 Siege, 4 Niederlagen)
- 1988, 1. April: 5-Dan (wegen der C1-Klasse Meijinsen Förderung)
- 1989, 1. Oktober: 6-Dan (als Ryu-oh Herausforderer)
- 1990, 1. Oktober: 7-Dan (als Ryu-oh Titelverteidiger selbst)
- 1993, 1. April: 8-Dan (verbundene A-Klasse Meijinsen)
- 1994, 1. April: 9-Dan (besondere Förderung)

#### Titel und andere Meisterschaften
| Titel  | Jahre                                    | Anzahl der Titel |
| ------ | ---------------------------------------- | ---------------- |
| Ryu-oh | 1989, 1992, 1994, 1995, 2001, 2002, 2017 | 7                |
| Meijin | 1994–1996, 2003, 2008–10, 2014–2015      | 9                |
| Kisei  | 1993–1995, 2000, 2008–2016               | 15               |
| Oi     | 1993–2001, 2004–2006, 2011–2016          | 18               |
| Oza    | 1992–2010, 2012–2016                     | 24               |
| Kioh   | 1991–2002, 2005                          | 13               |
| Osho   | 1996–2001, 2003, 2005–2009               | 12               |

Ehrentitel „Titelhalter auf Lebenszeit“: Ryo-oh, Meijin, Kisei, Oi, Oza, Kioh, Osho.
| Turnier             | Jahre                                         |
| ------------------- | --------------------------------------------- |
| Asahi Open          | 1989, 1991, 1998, 2004–2007                   |
| NHK Cup (Shogi)     | 1989, 1992, 1997, 1998, 1999, 2001, 2008–2011 |
| Nihon Series        | 1991, 1998, 2003, 2010–2011                   |
| Ginga-sen           | 1997, 2000, 2001, 2004, 2006                  |
| Hayazashi Senshuken | 1992, 1995                                    |
| Shinjin-Oh (Shogi)  | 1988                                          |

### Schach
Habu führte im Juli 2016 die japanische Elo-Rangliste an.

## Ehrungen
- Im Januar 2018 erhielt Habu als erster Shōgispieler den japanischen People’s Honour Award.[2]
- Ebenfalls 2018 erhielt Habu die Ehrenmedaille am violetten Band[3]